# Saint-Bonnet-de-Salers
Pour les articles homonymes, voir Saint-Bonnet (homonymie).
Saint-Bonnet-de-Salers est une commune française située dans le département du Cantal, en région Auvergne-Rhône-Alpes.

## Géographie
Commune arrosée par l'Auze qui y prend sa source.
| Salins                 | Anglards-de-Salers     | Le Vaulmier          |
| Drugeac                | Saint-Bonnet-de-Salers | Le Falgoux           |
| Saint-Martin-Valmeroux | Salers                 | Saint-Paul-de-Salers |

### Climat
Pour des articles plus généraux, voir Climat d'Auvergne-Rhône-Alpes et Climat du Cantal.
En 2010, le climat de la commune est de type climat de montagne, selon une étude du CNRS s'appuyant sur une série de données couvrant la période 1971-2000. En 2020, Météo-France publie une typologie des climats de la France métropolitaine dans laquelle la commune est exposée à un climat de montagne ou de marges de montagne et est dans la région climatique  Ouest et nord-ouest du Massif Central, caractérisée par une pluviométrie annuelle de 900 à 1 500 mm, maximale en automne et en hiver. 
Pour la période 1971-2000, la température annuelle moyenne est de 8,6 °C, avec une amplitude thermique annuelle de 15,1 °C. Le cumul annuel moyen de précipitations est de 1 294 mm, avec 13,2 jours de précipitations en janvier et 8,8 jours en juillet. Pour la période 1991-2020, la température moyenne annuelle observée sur la station météorologique de Météo-France la plus proche, sur la commune de Marmanhac à 18 km à vol d'oiseau, est de 10,6 °C et le cumul annuel moyen de précipitations est de 1 461,7 mm,. Pour l'avenir, les paramètres climatiques de la commune estimés pour 2050 selon différents scénarios d'émission de gaz à effet de serre sont consultables sur un site dédié publié par Météo-France en novembre 2022.

## Urbanisme

### Typologie
Au 1er janvier 2024, Saint-Bonnet-de-Salers est catégorisée commune rurale à habitat très dispersé, selon la nouvelle grille communale de densité à 7 niveaux définie par l'Insee en 2022.
Elle est située hors unité urbaine et hors attraction des villes,.

### Occupation des sols
L'occupation des sols de la commune, telle qu'elle ressort de la base de données européenne d’occupation biophysique des sols Corine Land Cover (CLC), est marquée par l'importance des territoires agricoles (62,5 % en 2018), en augmentation par rapport à 1990 (58,4 %). La répartition détaillée en 2018 est la suivante : 
prairies (56,1 %), milieux à végétation arbustive et/ou herbacée (34,8 %), zones agricoles hétérogènes (6,4 %), forêts (1,6 %), zones urbanisées (1,1 %). L'évolution de l’occupation des sols de la commune et de ses infrastructures peut être observée sur les différentes représentations cartographiques du territoire : la carte de Cassini (XVIIIe siècle), la carte d'état-major (1820-1866) et les cartes ou photos aériennes de l'IGN pour la période actuelle (1950 à aujourd'hui).

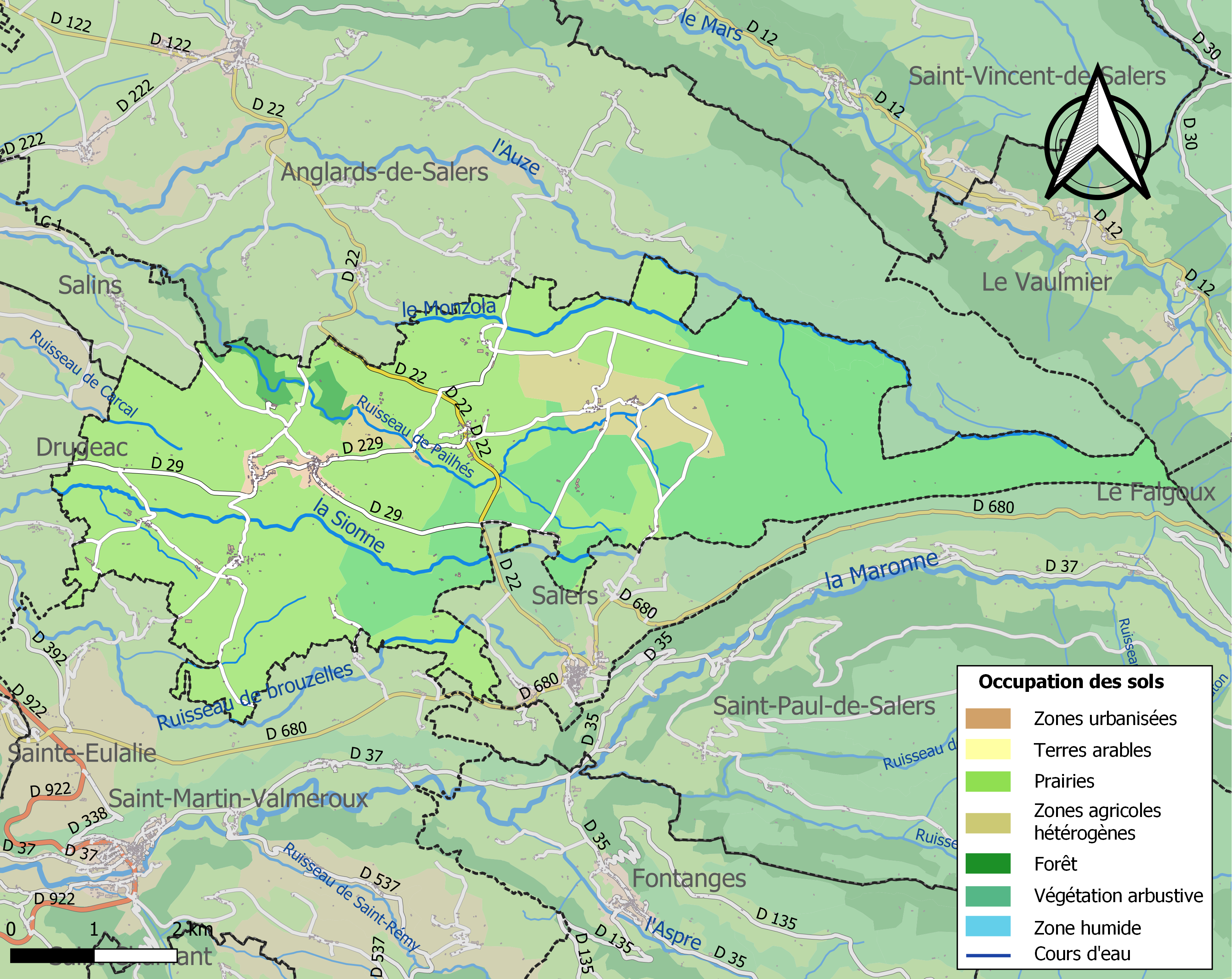
Carte des infrastructures et de l'occupation des sols de la commune en 2018 (CLC).

### Habitat et logement
En 2018, le nombre total de logements dans la commune était de 233, alors qu'il était de 233 en 2013 et de 228 en 2008.
Parmi ces logements, 54,1 % étaient des résidences principales, 36,8 % des résidences secondaires et 9,1 % des logements vacants. Ces logements étaient pour 94,8 % d'entre eux des maisons individuelles et pour 3,9 % des appartements.
Le tableau ci-dessous présente la typologie des logements à Saint-Bonnet-de-Salers en 2018 en comparaison avec celle du Cantal et de la France entière. Une caractéristique marquante du parc de logements est ainsi une proportion de résidences secondaires et logements occasionnels (36,8 %) supérieure à celle du département (20,4 %) et à celle de la France entière (9,7 %). Concernant le statut d'occupation de ces logements, 85,6 % des habitants de la commune sont propriétaires de leur logement (81,5 % en 2013), contre 70,4 % pour le Cantal et 57,5 pour la France entière.
| Typologie                                               | Saint-Bonnet-de-Salers | Cantal | France entière |
| ------------------------------------------------------- | ---------------------- | ------ | -------------- |
| Résidences principales (en %)                           | 54,1                   | 67,7   | 82,1           |
| Résidences secondaires et logements occasionnels (en %) | 36,8                   | 20,4   | 9,7            |
| Logements vacants (en %)                                | 9,1                    | 11,9   | 8,2            |

## Histoire
Mention est faite du village dans la charte dite de Clovis : Est ecclesia in dominicata santo Bonito dicata coloniae 2, manent servi Amabertus, Wintrandus. Solvunt caropera, vaccas 2 pingnes, annon. Mod 2, decarios 23.
En 1955, la commune de Saint-Bonnet change de nom pour Saint-Bonnet-de-Salers.

### Liste des curés de Saint-Bonnet-de-Salers

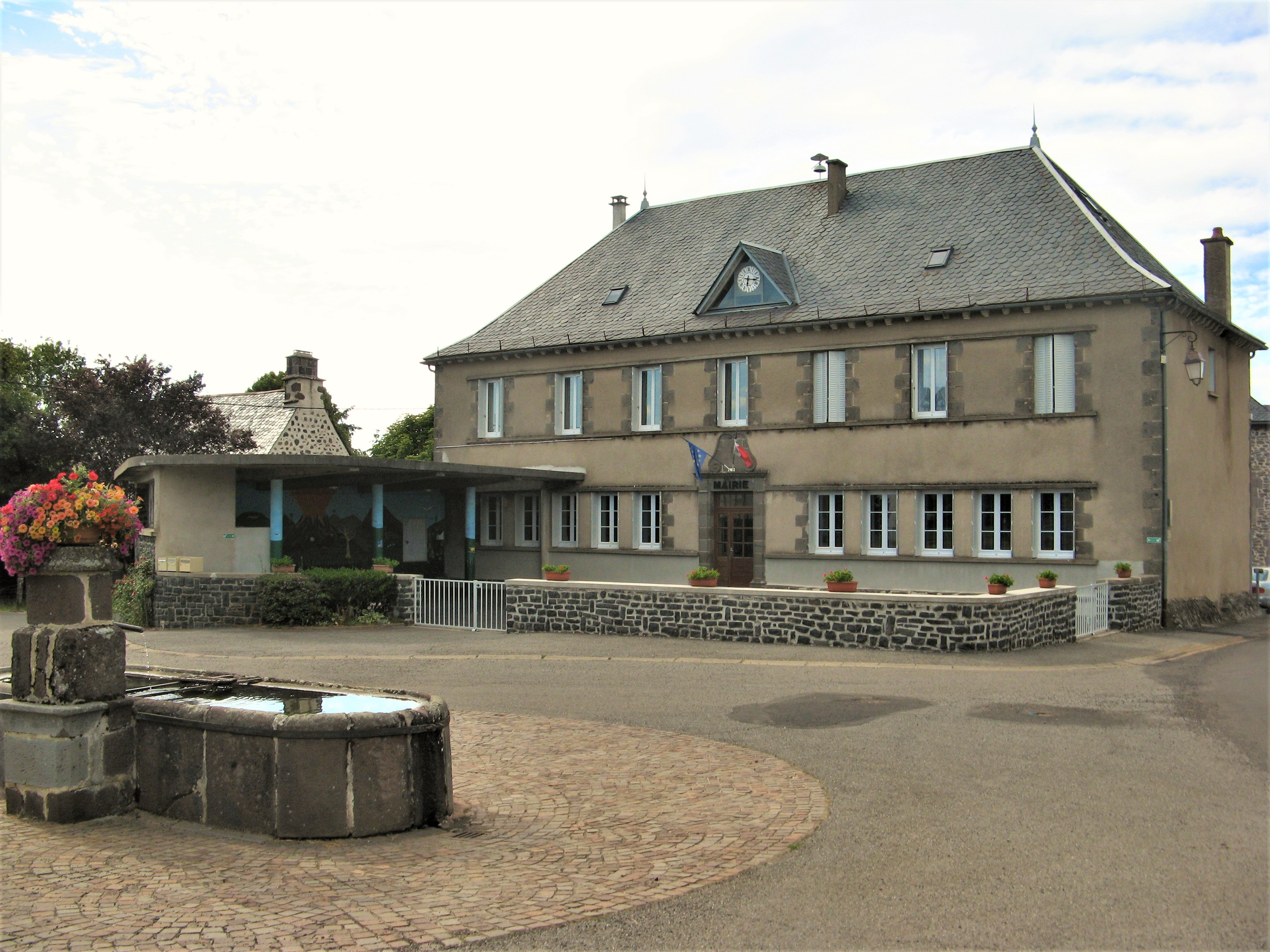
Mairie.

| Période        | Période | Identité               | Étiquette | Qualité                                                                          |
| -------------- | ------- | ---------------------- | --------- | -------------------------------------------------------------------------------- |
| 1335           |         | Egide de Chalençon     |           | Chanoine de Clermont, recteur                                                    |
| 1362           | 1382    | Jacques Despesses      |           | Chanoine d'Herment                                                               |
| 1386           |         | Pierre de Freydevialle |           | Recteur                                                                          |
| 1440           |         | Jehan Brugets          |           | Recteur                                                                          |
| 1448           |         | Jehan de Bertrand      |           | Recteur                                                                          |
| 1458           |         | Pierre Galaubie        |           | Chanoine de Clermont                                                             |
| 1518           |         | Hugues de Montjournal  |           |                                                                                  |
| 1551           |         | Hugues de Valens       |           | Chanoine de Clermont                                                             |
| 1597           |         | Jehan Picapoire        |           |                                                                                  |
| 6 juillet 1597 |         | Jehan Roussel          |           |                                                                                  |
| 1613           | 1615    | Jehan Cousseyre        |           | Vicaires, Jehan Durand et Jehan Loys                                             |
| 1615           | 1625    | Jacques Blanc          |           |                                                                                  |
| 1625           | 1659    | Antoine Vidal          |           | Chanoine de Clermont                                                             |
| 1659           | 1680    | Antoine Guy Vidal      |           |                                                                                  |
| 1680           | 1718    | Pierre de Mossier      |           | fils de Pierre et de Hélène de Durfort                                           |
| 1718           | 1740    | Antoine de Mossier     |           | Fils d'Israël de Mossier, neveu de Pierre, décédé en fonction le 21 octobre 1740 |
| 1740           | 1768    | Pierre Ange Fumel      |           |                                                                                  |
| 1768           | 1792    | Christophe Ternat      |           |                                                                                  |
| 1792           | 1793    | Antoine Pomarat        |           | Curé constitutionnel                                                             |
| 1800           | 1813    | Christophe Ternat      |           | décédé en fonction le 22 mai 1813                                                |
| 1813           | 1827    | Géraud Lavialle        |           |                                                                                  |
| 1827           | 1876    | Joseph Garcelon        |           |                                                                                  |
| 1876           | 1893    | Louis Veyssiere        |           | décédé en fonction le 17 septembre 1893                                          |
| 1893           | 1907    | Pierre Jourdoneix      |           |                                                                                  |
| 1907           | 1929    | Pierre Théodore Berche |           |                                                                                  |
| 1929           | 1932    | Pichot                 |           |                                                                                  |
| 1932           | 1943    | Chavignex              |           |                                                                                  |
| 1943           |         | Antoine Raoux          |           |                                                                                  |

## Politique et administration
| Période | Période | Identité                   | Étiquette | Qualité                       |
| ------- | ------- | -------------------------- | --------- | ----------------------------- |
| 1793    | 1795    | Monsieur de Douhet         |           |                               |
| 1795    | 1805    | Pierre Chabanon            |           |                               |
| 1806    | 1807    | Jean Guy                   |           |                               |
| 1808    | 1830    | Jean de Baron de Layac     |           |                               |
| 1830    | 1834    | Jean Guy dit « Blagnac »   |           |                               |
| 1834    | 1848    | Guillaume Chazette         |           |                               |
| 1848    | 1865    | Ernest Tyssandier d'Escous |           | Agronome                      |
| 1865    | 1869    | Jean Rolland               |           |                               |
| 1869    | 1871    | Antoine Albessard          |           |                               |
| 1871    | 1899    | Jean Guillaume             |           |                               |
| 1899    | 1908    | Pierre Garcelon            |           |                               |
| 1908    | 1919    | Adolphe Palat              |           |                               |
| 1919    | 1932    | Romain Pouderoux           |           |                               |
| 1932    | 1935    | Monsieur Méallet           |           |                               |
| 1935    | 1945    | Romain Poudéroux           |           |                               |
| 1945    | 1959    | Henri Truchon              |           | Architecte, vivait à Tougouze |
| 1959    | 1977    | Georges Rolland            | CNIP      | Notaire                       |
| 1977    | 1995    | Antonin Fruitière          |           |                               |
| 1995    | 2001    | Mme Colette Dauzet         | DVD       |                               |
| 2001    | 2008    | Pierre Maury               | RN        |                               |
| 2008    | 2020    | Colette Dauzet             | DVD       | Agricultrice retraitée        |
| 2020    | 2021    | Gilles Besson              |           |                               |

## Démographie
L'évolution du nombre d'habitants est connue à travers les recensements de la population effectués dans la commune depuis 1793. Pour les communes de moins de 10 000 habitants, une enquête de recensement portant sur toute la population est réalisée tous les cinq ans, les populations de référence des années intermédiaires étant quant à elles estimées par interpolation ou extrapolation. Pour la commune, le premier recensement exhaustif entrant dans le cadre du nouveau dispositif a été réalisé en 2007.

En 2022, la commune comptait 254 habitants, en évolution de −9,61 % par rapport à 2016 (Cantal : −1,08 %, France hors Mayotte : +2,11 %).
| 1793  | 1800 | 1806  | 1821  | 1831 | 1836  | 1841  | 1846  | 1851  |
| ----- | ---- | ----- | ----- | ---- | ----- | ----- | ----- | ----- |
| 1 467 | 937  | 1 068 | 1 008 | 948  | 1 130 | 1 153 | 1 379 | 1 198 |

| 1856  | 1861  | 1866  | 1872  | 1876  | 1881  | 1886  | 1891  | 1896  |
| ----- | ----- | ----- | ----- | ----- | ----- | ----- | ----- | ----- |
| 1 165 | 1 162 | 1 163 | 1 118 | 1 063 | 1 166 | 1 198 | 1 151 | 1 022 |

| 1901  | 1906  | 1911  | 1921 | 1926 | 1931 | 1936 | 1946 | 1954 |
| ----- | ----- | ----- | ---- | ---- | ---- | ---- | ---- | ---- |
| 1 016 | 1 026 | 1 008 | 758  | 719  | 703  | 679  | 603  | 603  |

| 1962 | 1968 | 1975 | 1982 | 1990 | 1999 | 2006 | 2007 | 2012 |
| ---- | ---- | ---- | ---- | ---- | ---- | ---- | ---- | ---- |
| 645  | 549  | 507  | 438  | 402  | 330  | 331  | 331  | 304  |

| 2017 | 2022 | - | - | - | - | - | - | - |
| ---- | ---- | - | - | - | - | - | - | - |
| 273  | 254  | - | - | - | - | - | - | - |

## Économie
- La station d'évaluation de la race bovine salers se trouve à Saint-Bonnet-de-Salers, au domaine du Fau.
- Musée Maison de la salers consacré à la race bovine salers.
- Coopérative laitière de Saint-Bonnet-de-Salers : 20 salariés, CA 4,4 M€, 760 t de fromages[16].

## Culture locale et patrimoine

### Lieux et monuments
- Église Saint-Bonnet des XIIe, XIIIe, XVe et XVIe siècles, inscrite au titre des monuments historiques en 2003[17]. La cure était unie à l'archiprêtré de Rochefort en 1337 sous l'autorité de l'évêque de Clermont.
- Château de Leybros du XIVe siècle, inscrit au titre des monuments historiques en 2002[18].
- Château d'Escous, dont les ruines ont été rasées à la fin du XXe siècle.

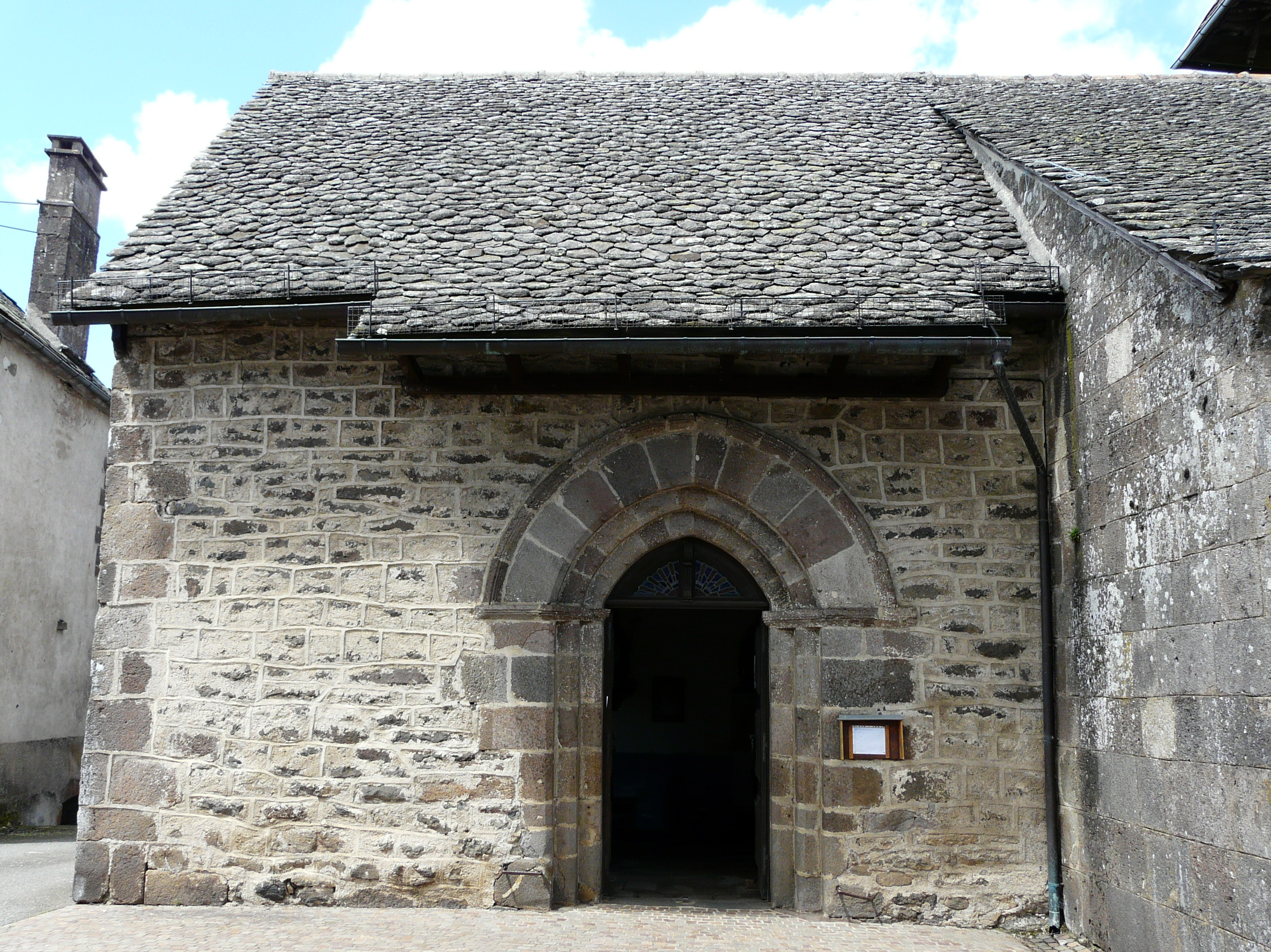
Le portail de l'église.
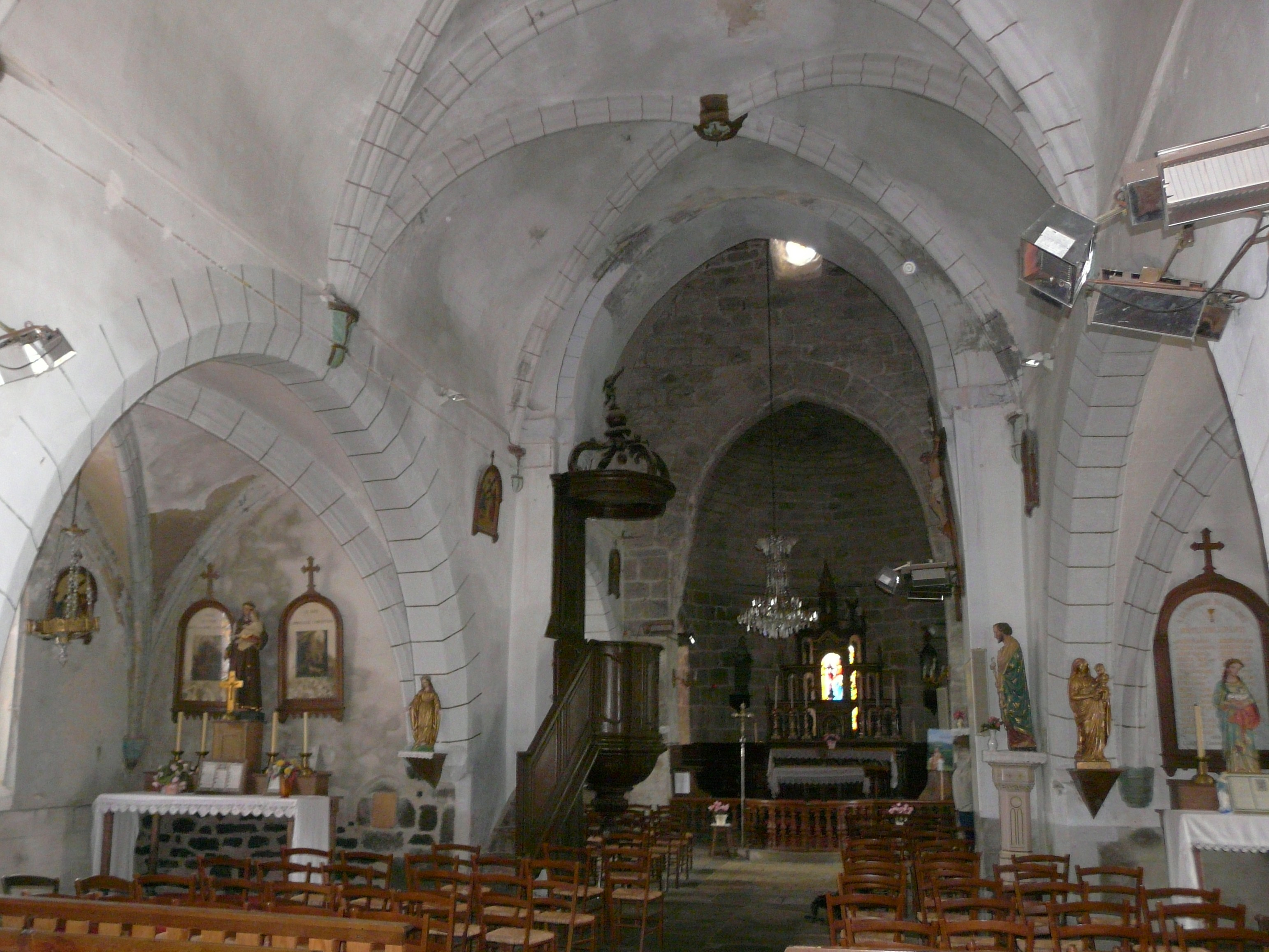
Sa nef.
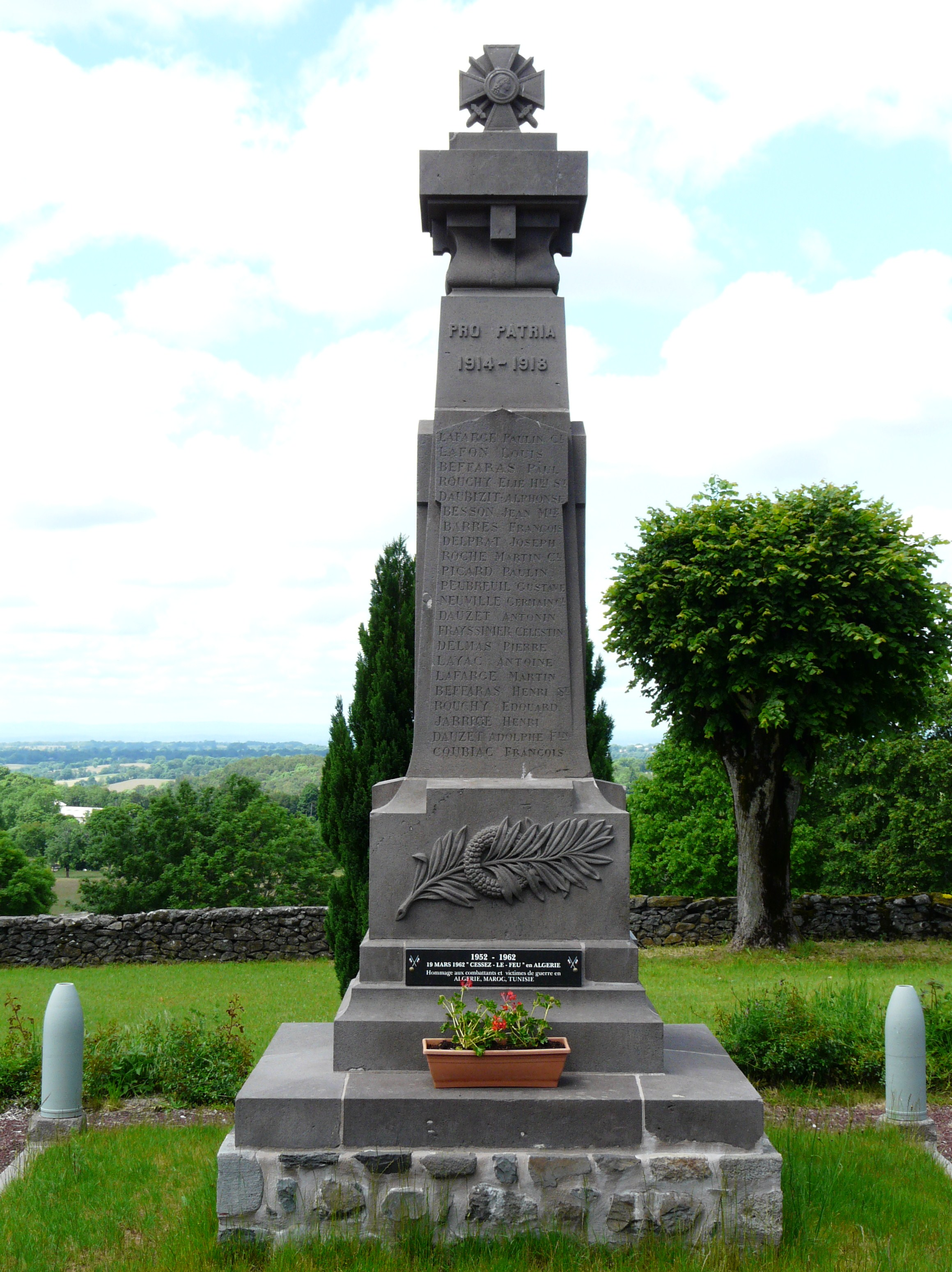
Le monument aux morts.

### Personnalités liées à la commune
- Georges Rolland (1907-1977), député du Cantal, est né dans la commune.